# المحيريكة
المحيريكة (بالإنجليزية: LEMHIRIGA)‏ هي مدينة مغربية تقع غرب المملكة وسط المصابيح الطالعة تابعة لإقليم اليوسفية ضمن جهة مراكش آسفي بالمغرب.

## وصلات خارجية
- موقع المصابيح الطالعة * صفحة المصابيح الطالعة على فيس بوك